# Lift Your Skinny Fists Like Antennas to Heaven
Lift Your Skinny Fists Like Antennas to Heaven (noto anche come Lift Yr. Skinny Fists Like Antennas to Heaven! e Levez Vos Skinny Fists Comme Antennas to Heaven)  è il secondo album in studio del gruppo musicale canadese Godspeed You! Black Emperor, pubblicato nel 2000.
L'album consiste in sole 4 tracce, ovvero 4 suite composte da vari movimenti, suddivise a coppie in due dischi.
Viene considerato da molti critici come uno dei migliori album musicali del XXI secolo e un'opera fondamentale per capire l'evoluzione del rock del nuovo millennio.

## Tracce
Disco 1
1. Storm - 22:32
Lift Yr. Skinny Fists, Like Antennas To Heaven...
Gathering Storm / Il Pleut Àmourir [+Clatters Like Worry]
"Welcome To Barco AM/PM..." [L.A.X.; 5/14/00]
Cancer Towers On Holy Road Hi-Way
2. Static - 22:35
Terrible Canyons of Static
Atomic Clock
Chart #3
World Police And Friendly Fire
[...+The Buildings They Are Sleeping Now]

Disco 2
1. Sleep - 23:17
Murray Ostril: "...They Don't Sleep Anymore On The Beach..."
Monheim
Broken Windows, Locks Of Love Pt. III. / 3rd Part
2. Antennas to Heaven - 18:57
Moya Sings "Baby-O"...
Edgyswingsetacid
[Glockenspiel Duet Recorded On A Campsite In Rhinebeck, N.Y.]
"Attention...Mon Ami...Fa-Lala-Lala-La-La..." [55-St.Laurent]
She Dreamt She Was A Bulldozer, She Dreamt She Was Alone In An Empty Field
Deathkamp Drone
[Antennas To Heaven...]

## Formazione

### Musicisti
- Thierry Amar – basso
- David Bryant – Chitarra Elettrica
- Bruce Cawdron – batteria
- Aidan Girt - batteria
- Norsola Johnson – Cello
- Efrim Menuck – Chitarra Elettrica
- Mauro Pezzente – basso
- Roger Tellier-Craig – Chitarra Elettrica
- Sophie Trudeau – violino

### Altri Musicisti
- Alfons - corno
- Brian - corno

### Produzione
- John Golden - mastering
- Daryl Smith - produzione